# Enrique Cornelio Agripa de Nettesheim
Heinrich Cornelius Agrippa von Nettesheim, Enrique Cornelio Agripa de Nettesheim, o Agrippa de Nettesheim, (Colonia, 14 de septiembre de 1486-Grenoble, 18 de febrero de 1535) fue un escritor, reconocido experto en ocultismo, filósofo, alquimista, cabalista, médico y nigromante alemán. Por sus conocimientos que abarcan diversas disciplinas es considerado un polímata.
Fue secretario de la corte de Carlos I de España, médico de Luisa de Saboya, teólogo y militar en España e Italia. Fue profesor en las universidades de Dole y Pavía además de orador y defensor público en Metz (hasta ser denunciado por defender a una mujer acusada de bruja). Fue desterrado de Alemania en 1535 (después de luchar con el inquisidor de Colonia) y encarcelado en Francia (por criticar a la reina madre María Luisa de Saboya).
Es considerado una figura relevante del Renacimiento como Leonardo  da Vinci, Pico della Mirandola o Gerolamo Cardano.
Es también mencionado en la historia del feminismo por su obra De nobilitate et praeccellentia faemini sexus (De la nobleza y preexcelencia del sexo femenino), escrita en 1509 y publicada en 1529, en la que se pronuncia sobre la superioridad teológica y moral de las mujeres.

## Biografía
Su verdadero apellido es Cornelis al que él añadió Agrippa sacado del antiguo nombre de Colonia (Colonia Agrippina) su lugar de nacimiento y sumó ab Nettesheim, lo que da en latín con el nombre de bautismo Henricus Cornelius Agrippa ab Nettesheim. En francés es también conocido como Cornille Agrippa, Corneille Agrippa, o C. Agrippe.
Conocemos su vida a través de sus cartas, a testimonios y a una biografía escrita por Charles Nauert.
Nació en Colonia el 14 de septiembre de 1486. Estudió letras (1502) sin duda medicina, derecho, teología: es "doctor en Letras y doctor en medicina de Cologne-sur-le-Rhin". En 1508 participa en una expedición militar en España al servicio de Fernando II de Aragón y le provee de explosivos. En honor de Margarita de Borgoña escribe un tratado en latín titulado De la nobleza y preexcelencia del sexo femenino (escrito en 1509 pero publicado en 1529). Funda en Aviñón y París una asociación de amigos que practican la alquimia, entre los que se encuentran Charles de Bovelles y Jacques Lefèvre d'Étaples. En 1509 es profesor en Dole de la cábala cristiana de Johannes Reuchlin lo que hace que sea acusado de herejía. En Inglaterra frecuenta a los grandes sabios humanistas, entre ellos John Colet.
En Alemania visita al famoso abad esoterista Johannes Trithemius a quien le muestra la primera versión su obra principal De la philosophie occulte (1510) que todavía no incluye la influencia de la cábala de Reuchlin. Entra al servicio del emperador Maximiliano I de Habsburgo como militar (1511) para escoltar cargamentos de oro y atacar Venecia. Ofrece conferencias sobre el muy esotérico Poimandres del Corpus Hermeticum en Pavía. En 1518 es consejero municipal y abogado en Metz y se alía con el hijo de un notario, el humanista Claudius Cantiuncula, entonces estudiante en Basilea quien le mantiene informado del debate de Lutero y de Jean Eck y le envía el Compendium de Erasmo de Róterdam y las tesis de Martín Lutero. Defiende a una mujer acusada de brujería utilizando el argumento de la senilidad, lo que le obliga a huir, en Suiza, a Ginebra (1521), Berna, Friburgo (1523), donde ejerce como médico (1522) y publica calendarios astrológicos (1523). 
En 1524 se establece en Lyon como médico; allí Margarita de Navarra, hermana de Francisco I, reclama sus servicios. Poco después es nombrado médico personal (y por tanto astrólogo) de Luisa de Saboya, madre de Francisco I. Pierde su puesto al rechazar hacer el horóscopo de Francisco I, una práctica que el considera supersticiosa. En 1526 publica la obra titulada De l'incertitude et vanité des sciences. Su escepticismo le valdrá la condena de las facultades de Teología de Lovaina y de la Sorbona (1531). Viaja a Averns y combate la peste (1528). Se convierte en archivista-historiógrafo al servicio de la princesa Margarita de Austria (1480–1530) en los Países Bajos. Se casa tres veces. Parece acercarse cada vez más al luteranismo. El príncipe y arzobispo de Colonia Hermann von Wied le protege algún tiempo. Al regresar a Francia es encarcelado por haber escrito en contra de Luisa de Saboya que no le pagaba. Murió poco después de recuperar su libertad, en el hospital de Grenoble, el 18 de febrero de 1535. 
Hablaba ocho lenguas (alemán, francés, italiano, español, inglés, latín, griego y hebreo) y conocía al menos las disciplinas de la astrología, la magia, letras clásicas, medicina, derecho, teología, filosofía, la ciencia de la guerra, ciencia de los explosivos, cábala cristiana, exégesis, diplomacia, criptografía, espionaje y enseñanza, por lo que ha sido considerado como un genio del Renacimiento como Leonardo  da Vinci, Pico della Mirandola, Gerolamo Cardano, etc.

## Pensamiento
En su obra principal De occulta philosophia libri tres (impresa completa en 1533 en Colonia) recogió todo el conocimiento medieval sobre magia, astrología, alquimia, medicina y filosofía natural y lo respaldó teóricamente. Erudito de fama y protegido por distintas casas reinantes o nobles, fue amigo de gran parte de los filósofos y grandes de su época. Durante un tiempo estuvo al servicio de los emperadores Maximiliano I, de Carlos I de España, como historiógrafo, y del rival de este último, el papa Clemente VII.
Estuvo en las más conocidas universidades europeas de su tiempo como estudiante y como profesor de hebreo y filosofía. En su época llegó a convertirse en un referente de la corriente animista, despreciando el conocimiento empírico y defendiendo la teoría en la que se considera al mundo como un todo orgánico dirigido por un espíritu universal. Más tarde abandonaría todas sus teorías, afirmando la vanidad de todo saber y la validez de la Biblia. En De vanitate afirmaría:

Por tanto, es mejor y más provechoso ser idiotas y no saber nada, creer por Fe y Caridad y acercarse así a Dios, que sentirse orgullosos y elevados por las sutilezas de la ciencia y caer en posesión de la Serpiente.

Sus ideas y dedicación al estudio de las ciencias ocultas le obligaron a vivir en un constante éxodo al ser perseguido en varios países. Durante su peregrinaje por Alemania, Francia e Italia trabajó como teólogo, físico, abogado y soldado.
En su concepto del mundo combina sobre todo el neoplatonismo del Renacimiento con la Cábala, es decir, con lo que en su época se entendía bajo este concepto en los círculos intelectuales no judíos. Se trata sólo de una «Cábala práctica» que recoge el folclor y la magia internacional. La importancia de Agrippa von Nettesheim, reside en el hecho de haber compilado en una magnífica obra de armonización la demonología judía medieval con la cristiana. En resumen, su doctrina nos dice lo siguiente: Dios gobierna el mundo, aunque la ejecución de su voluntad la deja a sus servidores, entre los cuales también se encuentran los demonios. El mundo está constituido de forma jerárquica y todo está animado. Las almas del hombre, del animal, de la planta y del mineral son parte del alma.
Como quiera que cada uno de los cielos y astros también tiene un alma, sobre los cuales hay situados en un plano superior unos regentes a modo de inteligencias superiores, de igual modo que unos siervos subordinados como ayudantes, la astrología y la magia ritual son de vital importancia en su concepto del mundo. De este modo todas las cosas se encuentran unidas entre sí y poseen un efecto atrayente o repulsivo sobre ellas mismas. El hombre como microcosmos es a la vez la imagen del universo y de Dios, que juntos forman el macrocosmos. Su De Occulta Philosophia está dividida en tres libros: Magia Natural (Física), Magia Celeste (Matemáticas) y Magia Ceremonial (Teología). Es notable la influencia en su pensamiento de Marsilio Ficino.
Según algunos, la historia de la ciencia moderna atribuye un papel muy importante a las doctrinas esotéricas y ocultistas de Agrippa von Nettesheim en el surgimiento de la revolución científica del siglo XVII. Esta búsqueda de las fuerzas ocultas de la naturaleza, que no se ajustaba a las ideas de la doctrina cristiana y que sólo podía llevarse a cabo en organizaciones secretas de personas de la misma ideología, representa el punto de partida de la ciencia moderna. La superación del pensamiento formalista y rutinario del Medioevo se efectuó mediante manifestaciones muy antiguas de la magia, heredadas de la antigüedad. Después, esta nueva forma de pensamiento o racionalidad alternativa desarrolló su propia dinámica y se liberó de los elementos mágicos.

## Obra
Sus obras reflejan una gran erudición y controversia con la mentalidad de su tiempo, llegando a ser encarcelado por este motivo en Bruselas. A continuación se indican algunas de las más importantes.
- De occulta philosophia libri tres (Los Tres Libros de la Filosofía Oculta). La impresión completa de los tres libros se realizó en Colonia en 1533. Es un tratado de magia y ocultismo, que fue incluido en el Index librorum prohibitorum de la Inquisición.
- De nobilitate et praeccellentia faemini sexus (De la nobleza y preexcelencia del sexo femenino) 1529, un libro en el que se pronuncia sobre la superioridad teológica y moral de las mujeres.[12] Agrippa recuerda en ella que Eva nació en el Paraíso y que juega un importante papel en el génesis (algo que niega Aristóteles). Elogia a las mujeres de la Biblia: María es mejor que los mejores hombres.
- De incertitudine et vanitate de scientiarum et Artium. (De la incertidumbre y vanidad de las ciencias y las artes). Impreso en Colonia en 1527, según algunos comentadores se trataría de una sátira del paupérrimo estado de la ciencia en su tiempo, mientras que para otros sería un arranque de ira contra las ciencias y las artes e incluso un «ejemplo de antiintelectualismo fundamentalista», al pedir el rechazo de todo conocimiento para creer exclusivamente en la revelación divina.[11]
- La Commentaria in artem brevem Raimundi Lullii, 1533.
- Numerología oculta. Basado sobre todo en Pitágoras y en la cábala hebrea, realiza una síntesis del saber oculto de la antigüedad en lo que a guarismos se refiere.

### Ediciones modernas
- De occulta philosophia libri tres. Ed. Vittoria Perrone Compagni. Leiden and Boston: Brill, 1992: ISBN 90-04-09421-0.
- Three Books Of Occult Philosophy. Trad. James Freake, ed. Donald Tyson. St. Paul, MN: Llewellyn, 1993: ISBN 0-87542-832-0.
- Three Books of Occult Philosophy Book One: A Modern Translation, Trad. Eric Purdue. IA City, IA: Renaissance Astrology Press, 2012: ISBN 1-10589-879-2
- Declamation on the Nobility and Preeminence of the Female Sex. Trad. Albert Rabil, Jr. Chicago: University of Chicago Press, 1996: ISBN 0-226-01059-7
- Of the Vanitie and Vncertaintie of Artes and Sciences. Ed. Catherine M. Dunn. Northridge, CA: California State University Foundation, 1974. ASIN: B0006CM0SW

## Ediciones en castellano
- Filosofía oculta. Sexta edición. Buenos Aires: Editorial Kier. 2004. ISBN 978-950-17-0901-8.
- Numerología oculta. Agotado. Barcelona: Ediciones Obelisco. 2003. ISBN 978-84-7720-992-8.
- La filosofía oculta o las ceremonias mágicas (libro cuarto) apócrifo, aparecido poco después de la muerte de Enrique Cornelio Agripa. Madrid: Luis Cárcamo editor. 2002. ISBN 978-84-7627-126-1.
- Filosofía oculta: magia natural. Madrid: Alianza editorial. 1992. ISBN 978-84-206-0598-2.